# Argostemma parishii
Argostemma parishii är en måreväxtart som beskrevs av Joseph Dalton Hooker. Argostemma parishii ingår i släktet Argostemma och familjen måreväxter.
Artens utbredningsområde är Burma. Inga underarter finns listade i Catalogue of Life.